# NGC 6941
NGC 6941 је спирална галаксија у сазвежђу Орао која се налази на NGC листи објеката дубоког неба.
Деклинација објекта је - 4° 37' 8" а ректасцензија 20h 36m 23,5s. Привидна величина (магнитуда) објекта NGC 6941 износи 12,8 а фотографска магнитуда 13,6. NGC 6941 је још познат и под ознакама MCG -1-52-10, IRAS 20337-0447, PGC 65054.